# 디터 헤킹
디터 헤킹 (Dieter Hecking, 1964년 9월 12일, 노르트라인베스트팔렌주 카스트로프-라우셀 ~) 은 은퇴한 독일의 프로 축구 선수이자 감독이다. 그는 하노버 96과 브라운슈바이크에서 모두 활동한 경력이 있다. 그는 은퇴 후 두 클럽간의 씁쓸하고 오랜 악연에도 불구하고 하노버 96 감독직을 맡았다.

## 선수 경력
그의 축구 경력은 베스트팔렌 조스트의 유소년 팀에서 시작하였고, 이후 조스터, 립슈타트, 파더보른을 차례로 거쳐 1983년에 묀헨글라트바흐에 입단하였다. 그는 묀헨글라트바흐에서의 2년간 6경기만을 출전하며 그리 많은 출장 기회를 보장받지 못하였고, 1부 리그 클럽을 떠나 2. 분데스리가의 헤센 카셀로 1985년에 이적하였다. 이 곳에서, 헤킹은 외어흐 베어거 팀의 중요한 역할을 맡게 되었고,팀은 상위 5위 안에 들었으며, 최종일에 분데스리가 승격을 앞두고 주저앉았다.
비록 클럽은 1987년에 오버리가 헤센으로 강등되었으나, 헤킹의 기량은 하락하지 않았는데, 그는 미드필더로 2시즌간 45골에 공헌하였으며, 첫해에는 2위, 2년차에는 1위로 2. 분데스리가에 승격 플레이오프를 거쳐 승격하였고, 1989년에 헤킹은 29골로 득점왕에 등극하였다.
헤센 카셀이 한 시즌도 생존하지 못함에 따라, 헤킹은 혼자 빠져나와 1990년 7월에 또다른 2. 분데스리가 클럽인 발트호프 만하임으로 이적하였다. 그는 이곳에서 2 시즌을 머물렀으며 2년차에는 딱 1순위차로 승격에 실패하였고, 이후 라이프치히로 이적하였다. 1992-93 시즌 라이프치히에서 그는 30경기에 출전하여 1득점을 올리는데 그쳤으나, 결정적으로 팀은 분데스리가 승격에 성공하였다. 그러나, 라이프치히의 분데스리가 도전기는 짧은 시일 내에 끝나버렸고, 팀은 한 시즌만에 강등되었고 이후에도 분데스리가에 복귀하지 못하였다.
강등 후, 헤킹은 팀은 떠나 3부 리그 레기오날리가 쥐트베스트에 속한 클럽인 파더보른-노이하우스에 이적하였고, 이 곳에서 2시즌을 머물다가 1996년 10월 16일에 레기오날리가 노어트로 추락한지 얼마 안된 하노버 96으로 이적하였다. 헤킹의 합류는 클럽의 재기로 이어졌고, 팀은 리그를 2시즌간 지배하였고, 각 시즌당 100골씩 득점하며 테이블 맨 위를 차지하였다. 비록 첫 승격 플레이오프에서 패하였으나, 그 다음 해의 플레이오프에서 승리한 하노버는 2. 분데스리가로 승격되었고, 훌륭한 성과를 이어나가 다음 시즌을 4위로 마감하였다.
하노버 96이 2부 리그로 복귀한 뒤, 헤킹은 브라운슈바이크로 이적하여 1999-2000 시즌 딱 한 시즌을 보냈고, 시즌 말에 팀이 새로 개편된 레기오날리가로 다음 시즌에 속하게 하였다. 헤킹은 그러나, 이 새로 개편된 리그에 출전하지 안게 되었는데, 그는 시즌 후 35세로 현역 은퇴를 선언하였다.

## 국가대표팀 경력
헤킹은 독일 U-21 국가대표로 12경기에 출전하여 8골을 득점하였다.

## 감독 경력

### 페를
2000년 7월 1일, 헤킹은 감독직을 시작하였는데, 그는 레기오날리가 노어트의 페를을 맡았다. 그의 데뷔 시즌에 팀은 충분히 경쟁적인 모습을 보였는데, 페를은 겨울 휴식기를 앞두고 7위에 랭크되었다. 그러나, 헤킹이 새 클럽을 물색한다고 선언하면서 클럽은 불쾌함을 나타냈고, 그는 감독을 맡은지 20경기만인 2001년 1월 31일에 해임되었다.

### 뤼베크
헤킹은 얼마 지나지 않아 레기오날리가 노어트의 또다른 클럽인 뤼베크의 감독으로 2001년 3월 27일에 취임하였다. 또다시 헤킹은 잔여 기간동안 훌륭한 활약을 펼쳤으나, 리그를 3위로 마치면서 1순위 차이로 승격에 실패하였다. 이를 바탕으로 하여 다음 시즌에 팀은 타이틀을 획득하고 2. 분데스리가로 올라갔다. 헤킹은 이어지는 2002-03 시즌에 뤼베크를 리그 중위권에 올려놓았다. 그 다음 시즌은 그리 성공적이지 못하였는데, 팀은 다시 맨 위의 강등 순위를 차지하며 레기오날리가 노어트로 미끌어졌다. 이는 뤼베크가 헤킹과 재계약하지 않겠다고 발표하는 결정적인 계기가 되었고, 그는 2004년 5월 25일에 클럽을 떠났다.

### 알레마니아 아헨
또다시 헤킹은 1주일 만에 2. 분데스리가 클럽 알레마니아 아헨과 계약을 체결하였고, 2004년 7월부터 팀은 떠나는 외어흐 베어거를 대신하여 클럽의 감독직을 맡게 되었다. 전 시즌에 아헨은 DFB-포칼 결승전에 오르는 파란을 일으켰고, 경기에서 패함에도 불구하고, 팀은 UEFA컵 진출에 성공하여, 헤킹에게 유럽대항전을 맛볼 기회를 주었다. 이 곳에서, 그는 클럽을 조별 리그에 진출시켰으나, 골득실 1점 차이로 아깝게 토너먼트전 진출이 무산되었다. 유럽대항전 참가로 인한 빡빡한 경기 스케줄은 클럽을 과부하시켰으나, 팀은 리그에서 무난한 6위를 차지하였다. 그 다음 시즌 일정 방해가 없는 아헨은 분데스리가로 승격하며 36년만에 1부 리그 복귀에 성공하였다.
그러나, 헤킹의 알레마니아 아헨에서의 1부 리그 경험을 짧게 되었는데, 3경기 만에 그는 2006년 9월 7일에 페터 노이루러를 경질한 분데스리가의 하노버 96으로 떠날 수 있도록 요청하였다. 아이러니하게도, 페터 노이루러가 막판에 맡은 경기 중에는 헤킹이 이끄는 알레마니아 아헨에게 홈에서 0-3으로 패한 경기도 있었다.

### 하노버 96
헤킹은 2006년 9월 7일에 팀의 감독이 되었다. 헤킹은 참사에 가까운 스타트를 끊고 리그 하위권에 앉은 하노버 96을 수습하였다. 팀은 DFB-포칼 8강에 진출하는 등의 선전을 거두기도 하였고, 팀은 분데스리가를 11위로 마감하며 안정적으로 잔류하였다. 2009년 8월 19일, 헤킹은 2009-10 시즌을 형편 없이 시작한 후 자진 사퇴하였다.

### 뉘른베르크
2009년 12월 22일, 그는 미하엘 외닝을 대신하여 뉘른베르크의 신임 감독이 되었다. 헤킹은 이후 볼프스부르크의 감독을 맡기 위해 클럽을 떠났다.

### 볼프스부르크
2012년 12월 22일, 헤킹은 볼프스부르크의 감독이 되었다.

## 사생활
헤킹은 노르트라인베스트팔렌 주의 카스트로프-라우셀 출신이다. 그는 경관 훈련 세션을 수료하였다. 헤킹은 그의 가족과 함께 하노버 인근의 바트 넨도어프에 거주중이며, 슬하에 5명의 자녀를 두고 있다. 헤킹은 미르코 슬롬카와 친분을 지키고 있는데, 슬롬카의 아내는 헤킹의 자녀들 중 한명의 대모이다.

## 감독 경력 통계
2019년 5월 18일 기준
| 팀                      | 취임             | 해임             | 기록 | 기록 | 기록 | 기록 | 기록  | 기록   |
| 팀                      | 취임             | 해임             | 전   | 승   | 무   | 패   | 승률  | 참조   |
| ----------------------- | ---------------- | ---------------- | ---- | ---- | ---- | ---- | ----- | ------ |
| 페를                    | 2000년 7월 1일   | 2001년 1월 31일  | 20   | 8    | 7    | 5    | 40.00 |        |
| 뤼베크                  | 2001년 3월 27일  | 2004년 5월 25일  | 119  | 51   | 24   | 44   | 42.86 |        |
| 알레마니아 아헨         | 2004년 7월 1일   | 2006년 9월 7일   | 83   | 42   | 14   | 27   | 50.60 |        |
| 하노버 961              | 2006년 9월 7일   | 2009년 8월 19일  | 109  | 39   | 30   | 40   | 35.78 | [ 9 ]  |
| 뉘른베르크              | 2009년 12월 22일 | 2012년 12월 22일 | 112  | 42   | 23   | 47   | 37.50 | [ 10 ] |
| 볼프스부르크            | 2012년 12월 22일 | 2016년 10월 17일 | 166  | 81   | 42   | 43   | 48.80 | [ 11 ] |
| 보루시아 묀헨글라트바흐 | 2016년 12월 21일 | 2019년 5월 18일  | 98   | 43   | 23   | 32   | 43.88 |        |
| 함부르거 SV             | 2019년 5월 29일  | 현임             | 0    | 0    | 0    | 0    |       |        |
| 합계                    | 합계             | 합계             | 706  | 305  | 163  | 238  | 43.20 | —      |

- 1.^ 디터 헤킹의 감독직은 공식적으로 2006년 9월 7일부터 유효했다.[5] 그러나 미샤엘 쇤베르그 감독 대행이 디나모 드레스덴과의 2006년 9월 9일 DFB-포칼 경기 당시 팀을 맡았다.[12][13]